# Parc Henri-Sellier
Pour les articles homonymes, voir Sellier.
Le parc Henri-Sellier est un espace vert public situé sur le territoire de la commune du Plessis-Robinson, à cinq kilomètres au sud de Paris.
Nommé d'après l'homme politique français Henri Sellier (1883 - 1943), il couvre une surface de 27 hectares et est composé essentiellement d'un massif boisé.
Il comporte une terrasse offrant une vaste vue panoramique vers le sud-est.